# Lykier

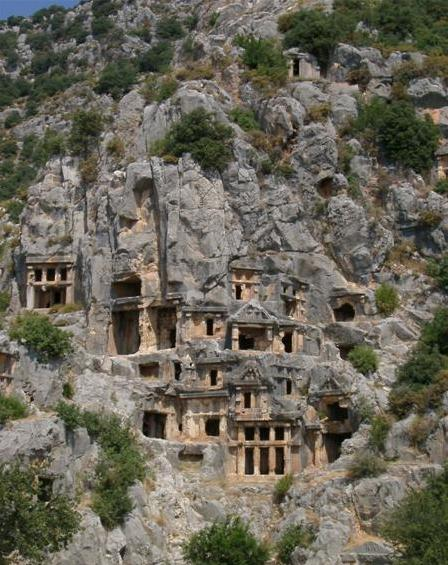
Felsgräber von Myra

Lykier ist die antike Sammelbezeichnung für die Bewohner der Landschaft Lykien in Südwest-Kleinasien in der Antike.

## Herkunft der Lykier in antiken Quellen
Lykier sind bereits in Homers Ilias mehrfach erwähnt. Sie kämpfen dort auf trojanischer Seite unter Führung der Helden Sarpedon und Glaukos. Bereits zwei Generationen vor dem Trojanischen Krieg soll der griechische Held Bellerophon in Lykien große Taten vollbracht haben.
Herodot behauptete, dass die Lykier ursprünglich von Kreta kamen, sich Termilen (Τερμίλαι) nannten und erst durch den Athener Lykos, den Sohn Pandions, ihren Namen erhielten (VII,93). Er berichtete auch, dass sie im Gefolge ihres Fürsten Sarpedon in Kleinasien gelandet seien, der durch seinen Bruder Minos von Kreta vertrieben wurde, wo sich beide um die Königswürde gestritten hatten, und die Lykier teils kretische, teils karische Bräuche gehabt hätten (I,173). Für die Eroberung Lykiens durch Sarpedon, Bruder des Minos und des Rhadamanthys, gibt es eine Bestätigung bei Diodor (V,79). Als Nachfolger des kretischen Sarpedon soll dessen Sohn Euandros das Land regiert haben und Vater des Sarpedon gewesen sein, der vor Troja kämpfte.
Adolf Schöll vertrat in seinen Anmerkungen zu Herodot die Meinung, dass die Sage von Lykos, Pandions Sohn, und dessen Attischer Kolonie wohl nur eine Erfindung der Ionier sei, durch den bloßen Namen veranlasst. Hingegen erwähnte der Dichter Bakchylides, der zum Kanon der neun Lyriker gehörte, einen Lykos neben Aktaios, Megalesios und Ormenos, Söhne der Nemesis und des Tartaros, die als die vier namentlich bekannten Telchinen gelten. Letztere werden als Ureinwohner mit den Inseln Rhodos, Kreta, Zypern und Keos in Verbindung gebracht. Diodor (V,56) berichtete, dass sich der Telchine Lykos schon vor der Deukalionischen Flut in Lykien ansiedelte und dem lykischen Apollon am Fluss Xanthos den ersten Tempel erbauen ließ, womit er mit der Gründung des Letoon ein früher Stifter der lykischen Religion gewesen wäre.

## Herkunft der Lykier aus heutiger Sicht
In hethitischen Texten des 15. bis 13. Jahrhunderts v. Chr., dabei erstmals in Form von [L]uqqa in den Annalen des Großkönigs Tudḫaliya II., werden die Lukka-Länder erwähnt, die man heute im Allgemeinen mit der antiken Landschaft Lykien grob gleichsetzt (s. u.). Lykische Schriftdokumente, die allerdings frühestens aus dem 5. Jahrhundert v. Chr. stammen, sind in einer indogermanischen Sprache verfasst, dem Lykischen. Es ist mit dem Luwischen verwandt. Die israelische Historikerin und Sprachwissenschaftlerin Margalit Finkelberg untersuchte 2001 die kretische Linearschrift A und stellte dabei fest, dass ein hoher Übereinstimmungsgrad zwischen dem phonologischen und dem morphologischen System des Minoischen mit dem des Lykischen besteht. In Anbetracht dessen schlussfolgerte sie, dass die Sprache von Linear A entweder der direkte Vorfahr des Lykischen oder ein eng verwandtes Idiom sei. In diesem Zusammenhang verwies sie auf Herodots Aussage der Herkunft der Lykier von Kreta.
Die Lukka-Länder der hethitischen Texte lagen in Südwest-Kleinasien und dürften ungefähr deckungsgleich mit dem antiken Lykien (inklusive der westlichen Teile Pisidiens, Pamphyliens und des Südens von Karien) sein. Sehr wahrscheinlich leitet sich daher die Bezeichnung Lykier von Lukka ab. Dabei führt Fred Woudhuizen die Ableitung Lukka- > *Lukki-ya- > *Luhiya- > Luwiya- auf das urindogermanische *l(e)uk- (‚Leuchten‘) zurück, analog dem griechischen Levkas (Λευκάς). Diese Lukka-Länder konnten nie ganz von den Hethitern erobert werden und waren offenbar vor allem gegen Ende des Großreichs ein Unruheherd. Ob sie hingegen mit den Arzawa-Ländern und anderen Staaten im Westen verbündet waren, ist unklar. Die in ägyptischen Texten vorkommenden lukku (lkk) sind höchstwahrscheinlich mit den Bewohnern der Lukka-Länder identisch.
Bei aller Unklarheit der kontroversen Theorien über die Seevölker ergibt sich doch aus neuerer Sicht eine Verbindungslinie zwischen den aus verschiedenen Quellen stammenden Begriffen Lukku, Lukka-Länder, Seevölker, Philister, Lykier, Mykener bzw. Ägäischer Raum und nicht zuletzt den mythologischen Berichten Homers und Herodots, die ebenfalls vermutlich eine frühe Verbindung zu Kreta und der Griechischen Frühgeschichte widerspiegeln. Sie alle werden zu den Unruhestiftern im Ostmittelmeerraum, bzw. an der Kleinasiatischen Küste, der Levante und dem Nildelta gezählt, die die alten Mächte Hethiter, Ägypten, Zypern (Alašija) und Ugarit (als hethitischen Vasallen) bedrohten und letztlich teilweise oder ganz zerstörten.

## Geschichte
Die Lukka werden erstmals in einer ägyptischen Hieroglyphen-Inschrift auf einem Miniaturobelisken im Tempel der Obelisken von Byblos erwähnt, in der ein kwkwn s rwqq (= Kukkunis, Sohn des Lykiers) als Siegelträger des Königs Abischemu II. (um 1710 v. Chr.) genannt ist. Danach erscheinen sie, neben den Nennungen in hethitischen Texten, in akkadischer Keilschrift in den Briefen von Amarna aus der Mitte des 14. Jahrhunderts v. Chr., in ägyptischen Hieroglyphen nochmals als Rwkw unter Pharao Merenptah sowie in Texten von Ugarit aus den letzten Jahren der Bronzezeit. Die Lukka-Leute kämpften auf Seiten der Hethiter bei der Schlacht bei Kadesch (ca. 1274 v. Chr.). Im 5. Jahr der Regierung des Merenptah (ca. 1209/08 v. Chr.) griffen Lukku(-Söldner) zusammen mit Angehörigen anderer Völker (siehe auch Seevölker), im Bündnis mit den Libyern Ägypten von Westen aus an. Um 1190 v. Chr. hatte, einem Textdokument aus den letzten Tagen von Ugarit zufolge, der letzte hethitische Großkönig Šuppiluliuma II. schwere verlustreiche Kämpfe im Lukka-Bereich zu führen. Ägyptische Quellen führen die Luka allerdings nicht als Beteiligte beim Angriff der Seevölker auf Ägypten im 8. Regierungsjahr Ramses III. auf.

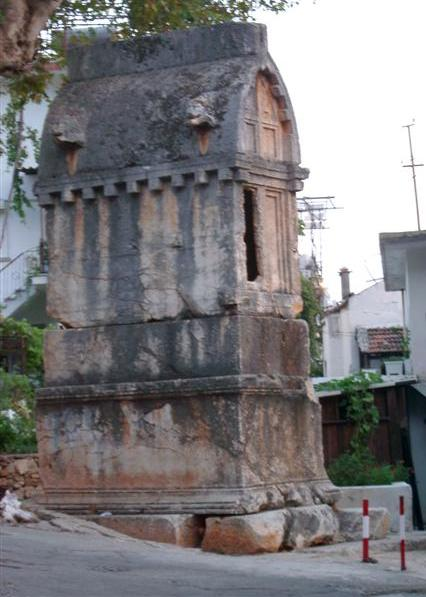
Lykischer Sarkophag in Kaş

Die Geschichte der Lykier in den folgenden Jahrhunderten liegt, mangels Schriftquellen und archäologischer Funde, ziemlich im Dunkeln. Im Bereich des Südostens des Hethitischen Großreichs und auch auf dem Gebiet Lykiens bilden sich Nachfolgestaaten der Hethiter. Griechische Kolonien gab es – im Gegensatz zum östlicheren Südkleinasien und zur westkleinasiatischen Küste – offenbar kaum. Vermutlich gelang es den Lykiern, Kolonisationsversuche wie die Gründung von Phaselis durch Rhodos erfolgreich abzuwehren.
Ab dem späten 7. Jahrhundert v. Chr. wurde das Lyderreich zur beherrschenden Macht in der Westhälfte Kleinasiens. Offenbar wurden die Lykier aber nicht unterworfen, denn Herodot schreibt, dass Alyattes II. bis 585 v. Chr. alle Gegenden westlich des Halys mit Ausnahme Lykiens unterworfen hatte.
Um 540 v. Chr. wurde Lykien nach erbitterter Gegenwehr von den Persern erobert und die wichtige Stadt Xanthos angeblich zerstört (die von Herodot 120 Jahre später berichtete Zerstörung der Akropolis lässt sich archäologisch nicht nachweisen). Zum ersten Mal in ihrer Geschichte kamen die Lykier nachweisbar in die Abhängigkeit einer fremden Macht. Das persische Regime muss aber als eher moderat gelten, Militär wurde nicht stationiert, die Tribute waren tragbar; und letztlich scheint der Großkönig den Dynasten der lykischen Städte weitgehende Autonomie eingeräumt zu haben. Gerade die Herrscher von Xanthos scheinen lange Zeit mit persischer Hilfe die Vorherrschaft über ganz Lykien beansprucht zu haben; mit wechselndem Erfolg. So erlangten einige Dynasten nicht nur erhebliche Handlungsspielräume, sondern auch großen Wohlstand und Ansehen, wovon viele prächtige Bauten und Felsgräber noch heute zeugen.
469 eroberte der Athener Kimon Xanthos, das erneut (?) zerstört wurde. Vorübergehend schlossen sich einige lykische Städte dem Attischen Seebund an, wechselten aber um 440 wieder die Seiten: 429 konnten die Lykier einen Versuch der Athener, sie erneut zu unterwerfen, abwehren; ab 413 kämpften zumindest Xanthos und Limyra auf persischer Seite gegen Athen.
Anders, als die ältere Forschung annahm, gibt es keinerlei Hinweise darauf, dass sich bereits zu dieser Zeit die Städte Lykiens zum „Lykischen Bund“ zusammengeschlossen hätten. Dieser ist erst ab 167 v. Chr. sicher bezeugt. Seine politische Kraft und demokratische Grundstruktur, die seit der Antike gerühmt wurde und deren Ruhm bis in die Neuzeit des 18. Jahrhunderts ausstrahlte, entfaltete er erst lange nach dem Ende der so genannten Dynastenherrschaft und der Übernahme des griechischen Polissystems.
Zwischen 380 und 360 konnte Perikles von Limyra Lykien kontrollieren; doch als er in Konflikt mit den Persern geriet, verlor er seine Macht. Das Land wurde vom Großkönig dem karischen Satrapen Maussolos unterstellt. Die Zeit der Dynasten war vorbei. 334/33 v. Chr. wurde Lykien dann widerstandslos von Alexander dem Großen eingenommen und zusammen mit Pamphylien und Pisidien zu einer Satrapie vereint (vgl. Schlacht bei Issos). Während der Diadochenzeit wechselte die Vorherrschaft der ägyptischen Ptolemäer (ab 309) und der persisch-syrischen Seleukiden (ab 197) einander ab. Nach dem Sieg über den Seleukidenkönig Antiochos III. stellte Rom Lykien 188 v. Chr. unter rhodische Oberhoheit. Im Jahre 167 v. Chr. wurde Lykien dann vom römischen Senat für frei erklärt. Die Lykier hatten sich erfolgreich im Lykischen Bund gegen Rhodos starkgemacht. Sie prägten nun eigene Bundesmünzen. Nach dem Tod Gaius Iulius Caesars 44 v. Chr. wird Lykien von Marcus Iunius Brutus unterworfen. Nach innerlykischen Unruhen richtet Kaiser Claudius 43/44 n. Chr. die Provinz Lycia (ab 72 n. Chr. mit Pamphylien zu Lycia et Pamphylia zusammengelegt) ein. Lykien wird als letzte kleinasiatische Provinz dem römischen Reich eingegliedert. 141 erschüttert ein verheerendes Erdbeben die Gegend. Es folgt eine Zeit des wirtschaftlichen Aufschwungs, bis 240 erneut ein schweres Erdbeben das Land erfasst. Anfang des 4. Jahrhunderts wird der heilige Nikolaus, einer der 318 Teilnehmer des Konzil von Nicäa, Bischof von Myra.
Die lykische Sprache starb im 3. Jahrhundert v. Chr. aus; andere kulturelle Eigenheiten der Lykier hielten sich bis in die Spätantike.

## Lykische Kunst und Gesellschaft
Herodot, der im 5. Jahrhundert v. Chr. Lykien offenbar bereist hatte, schreibt in seinem Werk (I,173) auch von ungewöhnlichen Bräuchen der Lykier: Sie sollen sich nach ihren Müttern benannt und ihre weiblichen Vorfahren aufgezählt haben. Außerdem richtete sich der Status eines Kindes nach dem Status der Mutter: Hatte sie Bürgerrechte, bekamen auch ihre Kinder Bürgerrechte. Wenn die Mutter dagegen unfrei war, galten ihre Kinder ebenfalls als Unfreie, auch wenn der Vater ein noch so angesehener Bürger war. In der früheren Forschung wurde daraus geschlossen, dass Frauen eine ehemals sehr hohe Stellung bei den Lykiern eingenommen hätten (Matriarchat). Tatsächlich gab diese Randbemerkung Herodots Johann Jakob Bachofen, in einer Zeit, als die zahlreichen Grabinschriften noch unbekannt und nicht entziffert waren, den entscheidenden Anstoß zu seiner berühmten Arbeit über das Mutterrecht. Die heute entzifferten Grabinschriften belegen diesen Brauch allerdings nicht. Doch bestand hier offenbar noch in griechischer Zeit die Sitte, dass ein Mann in die Familie seiner Frau einheiraten konnte, was in der patriarchalisch organisierten alten Welt sonst undenkbar war.
Lykische Funde aus der Zeit vor dem 6. Jahrhundert v. Chr. sind sehr selten und reichen maximal ins 8. Jahrhundert v. Chr. zurück. Daher konnte die Archäologie bisher kaum Licht in die Frühgeschichte Lykiens bringen. Der eigentümlichste Grabtyp ist das Pfeilergrab (bzw. auch als Grabpfeiler bezeichnet), das in archaischer und klassischer Zeit verbreitet ist und offenbar der dynastischen Elite vorbehalten war. Einer der bedeutendsten Vertreter dieses Typs ist das sogenannte Harpyienmonument. Aus klassischer Zeit gibt es viele Felsgräber, die eine typisch lykische Eigenarten aufweisen: Sie bilden eine spezifische Holzarchitektur in Stein nach. Die Vorbilder dieser Felsfassadengräber und steinernen Grabhäuser sind wahrscheinlich in Sakralbauten zu suchen, obgleich auch an Wohn- oder Palastbauten als Vorbilder gedacht wurde. Daneben gibt es Sarkophage, die einen spitzbogigen Deckel besitzen. Insbesondere die Felsgräber zeigen häufiger reichen Reliefschmuck und weisen zudem Inschriften in lykischer und später griechischer Sprache auf. Auch einige der frühen Sarkophage besitzen lykische Inschriften. Im Hellenismus und in der Kaiserzeit sind griechische Grabinschriften weit verbreitet, die häufig ein ähnliches Formular aufweisen und den Grabherrn sowie weitere Bestattungsberechtigte nennen. Die Häuser vieler Siedlungen sind in den Fels hinein gebaut.
Ab dem 6. Jh. v. Chr. sind vor allem griechische (zunächst ionische) Einflüsse offenkundig. Persischer Einfluss hält sich dagegen in Grenzen, obgleich Lykien Teil des Achämenidenreiches war. Ein bedeutendes Beispiel ist das Nereiden-Monument von Xanthos aus dem frühen 4. Jh. v. Chr., das heute weitgehend im British Museum in London aufbewahrt wird. Typisch „lykische“ Elemente in der Kunst sind schwer auszumachen und wenn, ist oft strittig, was „lykisch“ ist.